# 库姆塔格沙漠
库姆塔格沙漠（維吾爾語：قۇمتاغ قۇملۇقى‎，拉丁维文：Qumtagh Qumluqi，或譯庫木塔格沙漠）是中国第六大沙漠，地处塔里木盆地罗布泊洼地南缘，东至甘肃省敦煌市，北抵阿奇克堑谷地，南以阿尔金山为界，西南部与塔克拉玛干沙漠东南部交汇，总面积约2.29万多平方公里。
在维吾尔语中，“库姆”（‎）指沙，“塔格”（‎）為山，故“库姆塔格”即“沙山”。沙漠气候极为干旱，地表植被稀疏，野生动物极少，沙丘类型多样，全系流动沙丘。该沙漠中除了有一定面积的雅丹地貌、格状沙丘、新月形沙丘、蜂窝状沙丘、金字塔形沙丘、星状沙丘和线状沙丘等沙丘类型外，在其东北部还分布着世界上独一无二的“羽毛状沙丘”。最近的研究表明，羽毛状沙丘并不是库姆塔格沙漠北部区域的典型地貌，而且所谓的羽毛状沙丘实际上是典型的赛夫沙丘，不应视为羽毛状沙丘。以往根据遥感影像确定的羽毛状沙丘的“羽毛”部分是由地表沉积物反照率对比形成的羽毛状图案，与垄间地的沙埂没有很好的对应关系。羽毛状沙丘是在比较复杂的风况和沙源供应不够充分的条件下形成的。
库姆塔格沙漠位于亚洲干旱区，是一个典型的内陆河盆地，历史上十余条重要地表径流（如古疏勒河）曾穿过沙漠汇集于罗布泊洼地。
自本世纪以来，随着罗布泊地区的生态恶化，有越来越多的野生双峰骆驼迁徙到罗布泊以东的库姆塔格沙漠来生活，目前该地区约有260峰野生双峰骆驼。另有普氏野马活动。
库姆塔格沙漠前沿敦煌西湖自然保护区里有敦煌莫高窟和月牙泉世界文化遗产。